# Аффинная унимодулярная группа
Аффи́нная унимодуля́рная гру́ппа, или эквиаффи́нная гру́ппа — множество всех аффинных преобразований плоскости или пространства с определителем своей матрицы {\displaystyle \pm 1}, которые и составляют группу:
Аффинная унимодулярная группа, или эквиаффинная группа SGL (n), — подгруппа более широкой аффинной группы, множество всех аффинных преобразований n-мерного аффинного пространства, которые сохраняют площади и объёмы фигур.
В свою очередь, известные подгруппы аффинной унимодулярной группы следующие:
- центроаффинная унимодулярная группа, или унимодулярная группа SL (n), — подгруппа аффинной унимодулярной группы, множество всех аффинных унимодулярных преобразований n-мерного аффинного пространства, которые сохраняют неподвижной одну точку, называемую центром аффинного пространства[5][8][9];
- ортогональная группа, или группа евклидовых движений[3], — подгруппа аффинной группы, множество всех аффинных преобразований n-мерного аффинного пространства, которые сохраняют фиксированную невырожденную квадратичную форму[10][11][12];

- группа вращений, или специальная ортогональная группа SO (n), — подгруппа ортогональной и центроаффинной унимодулярной групп, множество всех ортогональных преобразований n-мерного аффинного пространства, которые сохраняют неподвижной одну точку.

## Аналитическое представление аффинной унимодулярной группы

### Аналитическое представление аффинной унимодулярной группы для плоскости
Аналитическое представление аффинной группы в неоднородных координатах на плоскости следующее:
{\displaystyle x^{\prime }=a_{1}x+b_{1}y+c_{1}},
{\displaystyle y^{\prime }=a_{2}x+b_{2}y+c_{2}}.
Оно будет представлением унимодулярной аффинной группы, если определитель его матрицы равен {\displaystyle \pm 1}:
{\displaystyle \Delta ={\begin{vmatrix}a_{1}&b_{1}\\a_{2}&b_{2}\end{vmatrix}}=\pm 1}.
Поскольку в неоднородных координатах каждое аффинное унимодулярное преобразование
{\displaystyle x^{\prime }=a_{1}x+b_{1}y+c_{1}},
{\displaystyle y^{\prime }=a_{2}x+b_{2}y+c_{2}}
задаётся шестью независимыми параметрами
{\displaystyle a_{1},b_{1},c_{1},a_{2},b_{2},c_{2}},
которые связаны одним равенством {\displaystyle a_{1}b_{2}-a_{2}b_{1}=\pm 1}, аффинная унимодулярная группа пятичленная.

### Аналитическое представление аффинной унимодулярной группы для пространства
Аналитическое представление аффинной группы в неоднородных координатах в пространстве размерности {\displaystyle n}, {\displaystyle n\geqslant 1}, следующее:
{\displaystyle x^{\prime p}=\sum _{q=1}^{n}{A_{q}^{p}x^{q}}+a^{p}}, или {\displaystyle x^{\prime p}=A_{q}^{p}x^{q}+a^{p}}, {\displaystyle p,q=1,2,\ldots ,n}.
где суммирование записано двумя разными способами (соответственно обычным со знаком суммирования и по правилу суммирования Эйнштейна).
Оно будет представлением унимодулярной аффинной группы, если определитель его матрицы равен {\displaystyle \pm 1}:
{\displaystyle \Delta =|A_{q}^{p}|=\pm 1}.
Поскольку в неоднородных координатах каждое аффинное унимодулярной преобразование
{\displaystyle x^{\prime p}=\sum _{q=1}^{n}{A_{q}^{p}x^{q}}+a^{p}}, или {\displaystyle x^{\prime p}=A_{q}^{p}x^{q}+a^{p}},
задаётся {\displaystyle n^{2}+n=n(n+1)} независимыми параметрами аффинной группы {\displaystyle A_{q}^{p}} и {\displaystyle a^{p}}, которые связаны одним равенством {\displaystyle |A_{q}^{p}|=\pm 1}, аффинная группа {\displaystyle (n(n+1)-1)}-членная.

## Аналитическое доказательство групповых свойств аффинных унимодулярных преобразований
То, что множество всех аффинных унимодулярных преобразований пространства образуют группу, легко установить чисто аналитическими средствами.
Воспользуемся тем обстоятельством, что для доказательства групповых свойств некоторой совокупности преобразований некоторого множества, достаточно выполнения следующих двух свойств этой совокупности преобразований:
- если два преобразования {\displaystyle a} и {\displaystyle b} принадлежат данной совокупности, то их композиция, то есть последовательное выполнение, {\displaystyle ab} также ей принадлежит;
- если преобразование {\displaystyle a} принадлежит данной совокупности, то преобразование {\displaystyle a^{-1}}, ему обратное, также ей принадлежит.

Докажем несложными алгебраическими выкладками, что для аффинных унимодулярных преобразований предыдущие два условия выполняются, то есть что совокупность аффинных преобразований образует группу.

### Аналитическое доказательство групповых свойств аффинных унимодулярных преобразований плоскости
Докажем, что композиция аффинных унимодулярных преобразований плоскости есть снова аффинное унимодулярных преобразование плоскости.
Пусть аффинное унимодулярное преобразование плоскости
{\displaystyle x^{\prime \prime }=a_{1}x+b_{1}y+c_{1}},
{\displaystyle y^{\prime \prime }=a_{2}x+b_{2}y+c_{2}}
представляет собой композицию следующих преобразований:
{\displaystyle x^{\prime }=a_{(1)1}x+b_{(1)1}y+c_{(1)1}},
{\displaystyle y^{\prime }=a_{(1)2}x+b_{(1)2}y+c_{(1)2}}
и
{\displaystyle x^{\prime \prime }=a_{(2)1}x^{\prime }+b_{(2)1}y^{\prime }+c_{(2)1}},
{\displaystyle y^{\prime \prime }=a_{(2)2}x^{\prime }+b_{(2)2}y^{\prime }+c_{(2)2}}.
Тогда их квадратные матрицы составляют следующее равенство:
{\displaystyle {\begin{pmatrix}a_{1}&b_{1}\\a_{2}&b_{2}\end{pmatrix}}={\begin{pmatrix}a_{(2)1}&b_{(2)1}\\a_{(2)2}&b_{(2)2}\end{pmatrix}}\cdot {\begin{pmatrix}a_{(1)1}&b_{(1)1}\\a_{(1)2}&b_{(1)2}\end{pmatrix}}}.
Следовательно, определители этих квадратных матриц связаны равенством {\displaystyle \Delta =\Delta _{(1)}\Delta _{(2)}}, и если {\displaystyle \Delta _{(1)}=\Delta _{(2)}=\pm 1}, то и {\displaystyle \Delta =\pm 1}.
Докажем, что преобразование плоскости, обратное аффинному унимодулярному преобразованию плоскости, есть снова аффинное унимодулярное преобразование плоскости.
Если два аффинных унимодулярных преобразования плоскости взаимно обратны, то тогда также взаимно обратны и их квадратные матрицы, и определители этих матриц. Следовательно, если {\displaystyle \Delta _{1}} и {\displaystyle \Delta _{2}} суть определители двух взаимно обратных аффинных унимодулярных преобразования плоскости, то {\displaystyle \Delta _{2}={\frac {1}{\Delta _{1}}}}. Получается, что если один из этих определителей равен {\displaystyle \pm 1}, то тогда и второй равен также {\displaystyle \pm 1}.

### Аналитическое доказательство групповых свойств аффинных унимодулярных преобразований пространства
Докажем, что композиция аффинных унимодулярных преобразований пространства размерности {\displaystyle n}, {\displaystyle n\geqslant 1}, есть снова аффинное унимодулярных преобразование этого пространства.
Пусть аффинное унимодулярное преобразование пространства размерности {\displaystyle n}
{\displaystyle x^{\prime \prime p}=A_{q}^{p}x^{q}+a^{p}}
представляет собой композицию следующих преобразований:
{\displaystyle x^{\prime p}=A_{(1)q}^{p}x^{q}+a_{(1)}^{p}} и {\displaystyle x^{\prime \prime p}=A_{(2)q}^{p}x^{\prime q}+a_{(2)}^{p}}.
Тогда их квадратные матрицы составляют следующее равенство:
{\displaystyle (A_{q}^{p})=(A_{(2)q}^{p})\cdot (A_{(1)q}^{p})}.
Следовательно, определители этих квадратных матриц связаны равенством {\displaystyle |A_{q}^{p}|=|A_{(1)q}^{p}|\cdot |A_{(2)q}^{p}|}, и если {\displaystyle |A_{(1)q}^{p}|=|A_{(2)q}^{p}|=\pm 1}, то и {\displaystyle |A_{q}^{p}|=\pm 1}.
Докажем, что преобразование пространства размерности {\displaystyle n}, {\displaystyle n\geqslant 1},, обратное аффинному унимодулярному преобразованию этого пространства, есть снова аффинное унимодулярное преобразование этого пространства.
Если два аффинных унимодулярных преобразования пространства размерности {\displaystyle n} взаимно обратны, то тогда также взаимно обратны и их квадратные матрицы, и определители этих матриц. Следовательно, если {\displaystyle |A_{(1)q}^{p}|} и {\displaystyle |A_{(2)q}^{p}|} суть определители двух взаимно обратных аффинных унимодулярных преобразования этого пространства, то {\displaystyle |A_{(2)q}^{p}|={\frac {1}{|A_{(1)q}^{p}|}}}. Получается, что если один из этих определителей равен {\displaystyle \pm 1}, то тогда и второй равен также {\displaystyle \pm 1}.